# 北京市第三十一中学
北京市第三十一中学，简称北京三十一中，位于中国北京市的西城区，人民大会堂西侧1000米。始建于1911年。原名“崇德中学”，是北京市建校较早的完全中学之一。

## 学校历史

### 晚清时期
- 五四运动时，当时的崇德学生成立了自治会。学生们不顾当时代理校长鄂方智的阻挠，在市学联的领导下参加了五四运动。

### 中华民国时期
- 1925年，上海发生了五卅惨案，崇德中学反英气氛高涨。为表示反英，大部分学生纷纷退学或转学，使当时一个200来人的学校，在九月开学时剩下不到百人。
- 1935年，发生了一二·九，崇德部分学生在12月16日一早不顾校长凌贤杨的劝阻，走出校门参加游行。

### 中华人民共和国时期
- 1949年1月31日，中国人民解放军进入北平城，1949年2月学校重新开学。
- 1952年10月，崇德中学从此改名为北京市第三十一中学，全部教职员继续留用。
- 1961年北京三十一中学被市教育局定为西城区重点中学，学校从此得到了更大的发展。
- 北京市第三十一中学是文化大革命后是全北京市第一个正式恢复上课的学校，成为当时全市乃至全国开放的唯一一所中学。
- 1992年，北京市第三十一中学与日本福冈县立玄界高等学校结成姊妹学校。

## 校训
北京三十一中学的校训是＂崇德 敬业 健身＂。

## 历任校长
- 鄂方智（1911年-1913年）
- 史多玛（1913年-1921年）
- 纪铎辅（1921年-1928年）
- 凌贤扬（1928年-1941年）
- 凌贤扬（1945年-1950年）
- 李瑞启（1950年-1966年）
- 宋克（1966年-1971年）
- 范景瑞（1971年-1975年）
- 刘铁岭（1976年-1980年）
- 孙焕然（1980年-1984年）
- 刘书泽（1984年-1987年）
- 徐嘉（1987年-1991年）
- 刘书泽（1991年-1999年）
- 许承庸（1999年-2004年）
- 张礼斌（2004年至今）

## 著名校友
- 邓稼先
- 杨振宁
- 梁思成
- 方俊
- 郑愁予
- 秦馨菱
- 高振衡
- 江平
- 孙道临
- 薄谷开来